# Herdonia
Herdonia o Erdonia è un'antica città romana sita su un poggio a sud-ovest di Ordona (nell'attuale provincia di Foggia), riscoperta grazie a una campagna di scavi iniziata nel novembre 1962 dall'archeologo Joseph Mertens.

## Descrizione
La prima campagna di scavi è durata ininterrottamente per trent'anni, e si stima che abbia portato alla luce solo il 20% dell'antico abitato romano. Successivamente, nel 2000, la campagna si è dovuta interrompere a causa del contenzioso tra le autorità statali e i proprietari dei terreni su cui insistevano gli scavi. 
Nel 2014 parte di questi terreni è stata acquistata dal MIBACT  , e nel maggio del 2022 il Mibact ne ha acquistato anche la restante parte, dando il via alla fase di progettazione di una nuova campagna di scavi.
Gli scavi hanno riportato alla luce il percorso delle mura cittadine, i resti di due templi, di una basilica, del foro, del mercato, delle terme e anche di un piccolo anfiteatro.
Diversi reperti dovuti a questa campagna di scavi sono ora esposti nel museo archeologico Herdonia.

## Storia
La città, di fondazione dauna, entrò a far parte dei territori di dominazione greca, quindi romana.
La città, dopo la sconfitta romana nella battaglia di Canne del 216 a.C., revocò la propria fedeltà a Roma. 
A seguire si ebbe la prima battaglia di Herdonia combattuta nel 212 a.C., durante la seconda guerra punica, tra l'esercito cartaginese di Annibale e l'esercito romano guidato dal Pretore Gneo Fulvio Flacco: anche in questo caso l'esercito romano fu completamente annientato, cancellandone così la presenza in Apulia per molto tempo.
In epoca romana, la città era attraversata dalla via Minucia (successivamente rifatta e ribattezzata via Traiana) e collegata alla via Appia grazie alla via Aurelia Aeclanensis, meglio nota come via ad Herdoniam. 